# Malik Willis
Malik Antonio Willis (College Park, Georgia, 25 de mayo de 1999), más conocido como Malik Willis, es un jugador profesional estadounidense de fútbol americano, se desempeña en la posición de quarterback en Green Bay Packers, en la National Football League (NFL).

## Carrera
Fue seleccionado en la tercera ronda en la Reunión Anual de Selección de Jugadores de la NFL de 2022. Hizo su debut profesional con el equipo Tennessee Titans, donde jugó tres temporadas, en 2024 pasó a Green Bay Packers.